# Twelve Miles Out
 Twelve Miles Out és una pel·lícula estatunidenca de Jack Conway estrenada el 1927.

## Argument
Jerry sempre guanya a Red en la seva rivalitat respecte a les dones, tràfic d'armes i robatori de diamants. Durant la Llei Seca als Estats Units, Jerry s'apodera de la costa on viu Jane, ella intentarà evitar-lo però acabarà enamorant-se d'ell, malgrat que la manté segrestada.

## Repartiment
- John Gilbert: Jerry Fay
- Ernest Torrence: Red McCue
- Joan Crawford: Jane
- Eileen Percy: Maizie
- Paulette Duval: Trini
- Dorothy Sebastian: Chiquita
- Gwen Lee: Hulda
- Edward Earle: John Burton
- Bert Roach: Luke
- Tom O'Brien: Irish